# Наводнения в Судан (2007)
Наводненията в Судан през лятото на 2007 г. нанасят значителни щети, лишават много хора от дом, водят до жертви и ранени.
На 3 юли 2007 г. поройни наводнения започват да опустошават много части на Судан, включително някои области, като конфликтната Дарфур и Източен Судан.
Най-засегнати са провинциите: Касала, Хартум, Северен Кордофан, както и юнжсуданската Горен Нил. Статистиката на ООН към 6 август е следната: 30 000 напълно разрушени жилища, поне 365 000 души са пряко засегнати, включително 64 загинали и 365 сериозно ранени.
Към 12 август бедствието вече е довело до цялостно или частично разрушение на над 150 000 жилища, оставяйки поне 750 000 души без дом или в нужда от спешна помощ. ООН обявява на 19 август следната информация:
- разрушени са поне 257 училища, оставяйки 56 000 деца без начално образование;
- загубени са поне 12 000 глави добитък и 16 000 пилета[2].

Очаква се дъждовете да продължат до средата на септември. Представителят на ООН за региона Дейвид Гресли се изказва, че ситуацията може сериозно да се влоши, ако наводнението продължи.